# Ondřejov (district de Prague-Est)
Pour les articles homonymes, voir Ondřejov.
Ondřejov (en allemand : Ondrejow) est une commune du district de Prague-Est, dans la région de Bohême-Centrale, en République tchèque. Sa population s'élevait à 1 799 habitants en 2020.

## Géographie
Ondřejov se trouve à 9 km à l'ouest-nord-ouest de Sázava, à 11 km au sud-ouest de Kostelec nad Černými lesy et à 38 km à l'est-sud-est de Prague.
La commune est limitée par Mnichovice, Struhařov et Zvánovice au nord, par Černé Voděrady et Stříbrná Skalice à l'est, par Chocerady au sud, par Kaliště au sud-ouest, et par Senohraby et Hrusice à l'ouest.

## Histoire
La première mention écrite de la localité date de 1352. Un observatoire astronomique est créé à Ondřejov en 1898.

## Administration
La commune se compose de trois quartiers :
- Ondřejov
- Třemblat
- Turkovice

## Transports
Par la route, Ondřejov se trouve à 12,5 km de Sázava, à 17 km de Kostelec nad Černými lesy et à 46 km du centre de Prague.